# Martenberg-Klippe

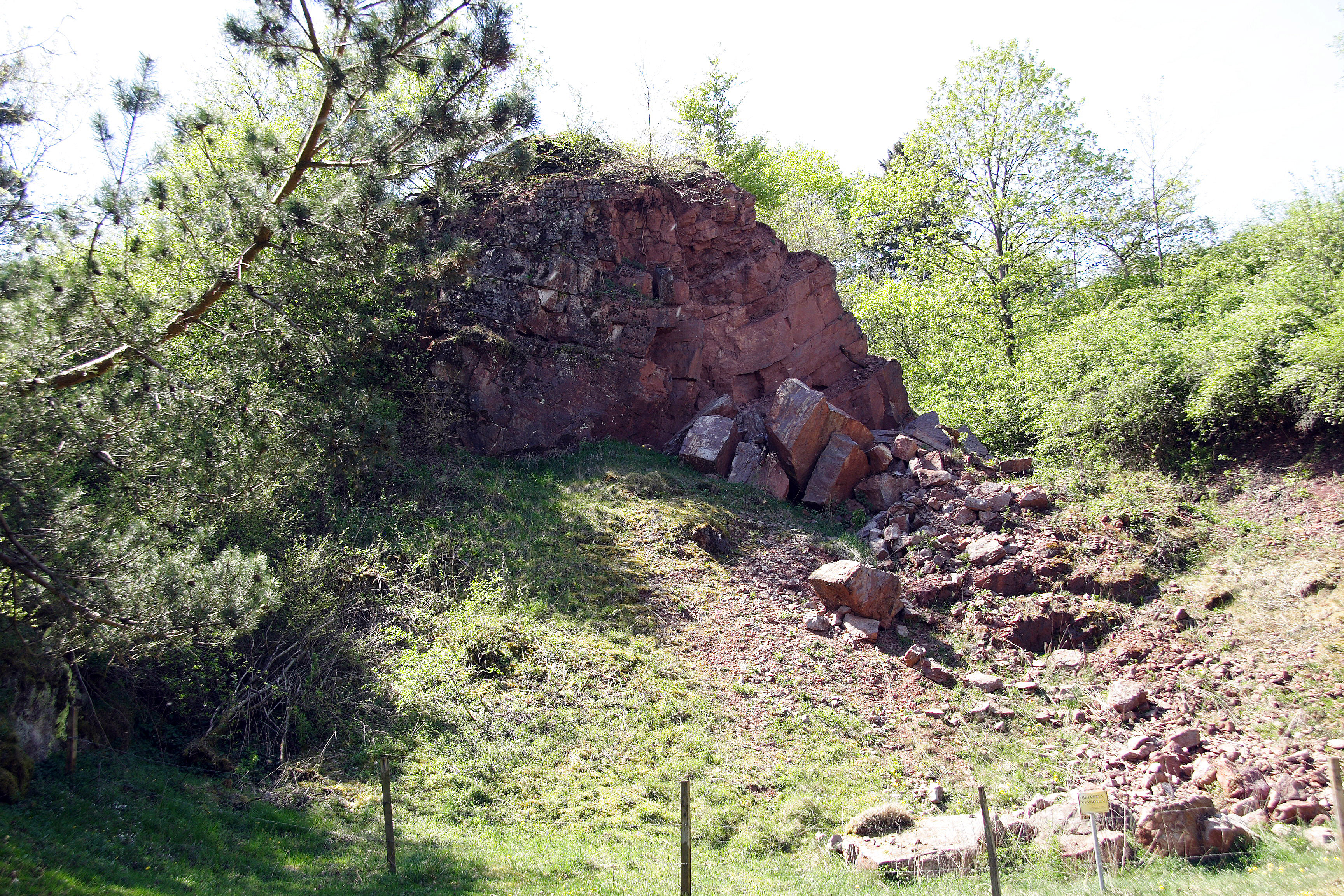
Die Martenberg-Klippe

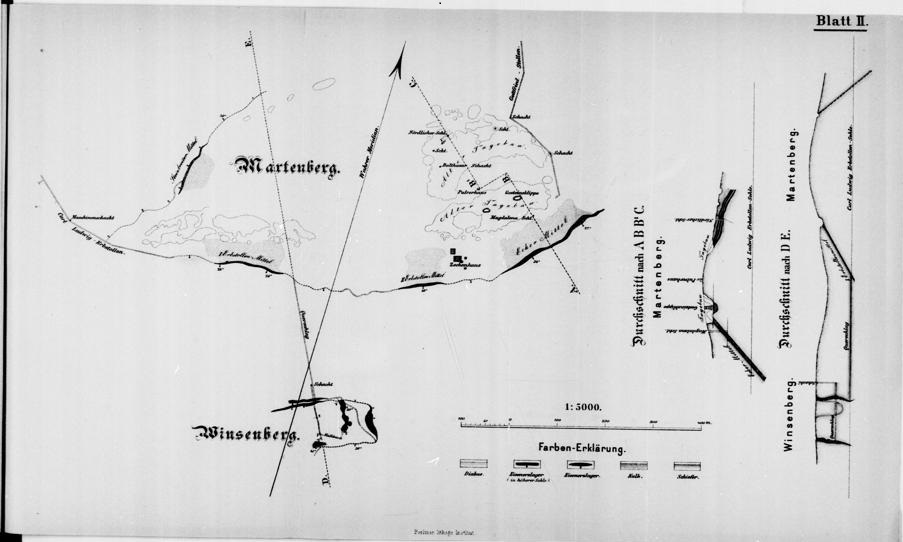
Karte des ehemaligen Eisenerz-Tagebaus Martenberg

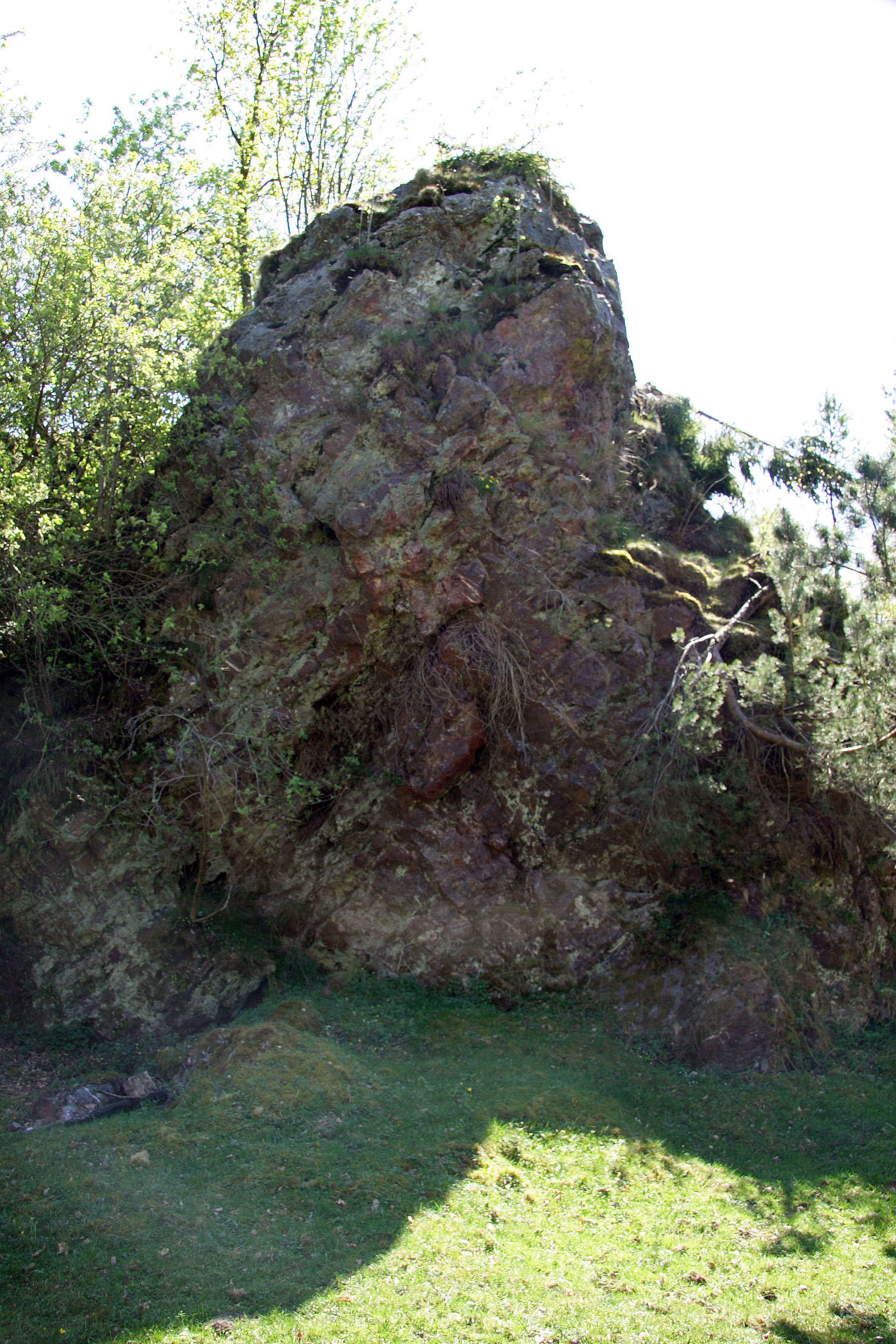
Die Martenberg-Klippe

Die Martenberg-Klippe, auch Adorfer Klippe, Rote Klippe und im Volksmund Rosenschlösschen genannt, ist ein geologisches Naturdenkmal auf dem 429 m hohen Martenberg im Naturpark Diemelsee in Nordhessen.

## Geographische Lage
Sie befindet sich in einem ehemaligen Eisenerz-Tagebau etwa 1,7 km nordnordöstlich des Ortszentrums in der Gemarkung von Adorf, einem Ortsteil der Gemeinde Diemelsee im hessischen Landkreis Waldeck-Frankenberg. Etwa 100 m östlich der Klippe verläuft in Süd-Nord-Richtung die Kreisstraße K 88 von Adorf nach Giershagen, einem südlichen Ortsteil der Stadt Marsberg in Nordrhein-Westfalen. (Die Landesgrenze verläuft etwa 2 km weiter nördlich.) Bei der Abzweigung der Straße „Auf dem Martenberg“ von der K 88 ist ein Parkplatz, wo Schautafeln über Geologie, landschaftliche Besonderheiten und Bergbaugeschichte der Gegend informieren, und von wo man die Klippe in wenigen Minuten zu Fuß erreicht. Etwa 1 km weiter westlich, an der Landesstraße L 3076 (Bredelaer Straße) befindet sich das Besucherbergwerk „Grube Christiane“ mit einem Museum zum Bergbau, der Geologie und den Mineralien der Region.

## Die Klippe
Der geologische Aufbau der etwa acht Meter hohe Klippe umfasst ein in seiner Mächtigkeit stark reduziertes Schwellenprofil aus vorwiegend fossilreichen Kalksteinen des Mittel- bis Oberdevon (Givet- und Adorf-Stufe), die durch Eisenerz imprägniert und daher von intensiv roter Farbe sind, mit graugrünem Tonschiefer der Nehden-Stufe darüber. Die Kalksteine der Givet- und Adorf-Stufen enthalten eine reichhaltige, weit über 300 Millionen Jahre alte fossilierte Roteisen-Fauna aus Cephalopoden (Kopffüßer), Brachiopoden (Armfüßer), Trilobiten (Dreilapp-Gliederfüßer), Crinoiden (Seelilien), Conodonten und solitären Korallen. Die Tonschiefer der Nehden-Stufe enthalten eine reiche Muschelkrebs-Fauna.
Das Interesse von Paläontologen und Biostratigraphen am Martenberg wurde sehr früh geweckt, und zu Beginn des 20. Jahrhunderts wurde der Begriff „Adorf-Stufe“ geprägt. Die Martenberg-Klippe wurde danach Typlokalität und Richtprofil der Adorf-Stufe des Devons.